# 커뮤니언 (1976년 영화)
커뮤니언(Communion 또는 Alice, Sweet Alice)은 미국에서 제작된 알프레드 솔 감독의 1976년 공포, 미스터리, 스릴러 영화이다. 린다 밀러 등이 주연으로 출연하였고 리처드 K. 로젠버그 등이 제작에 참여하였다.

## 출연

### 주연
- 린다 밀러
- 밀드레드 클린턴

### 조연
- 폴라 E. 쉐파드
- 닐스 맥마스터
- 루돌프 윌리치
- 게리 알렌
- 브룩 쉴즈
- 톰 시그노렐리
- 릴리언 로스
- 패트릭 고먼
- 메리 보이런
- 딕 복셀리

## 제작진
- 협력프로듀서: 마크 G. 그린버그
- 미술: 존 롤리스